# 国沢光宏
国沢 光宏（くにさわ みつひろ、1958年〈昭和33年〉4月16日 - ）は、日本の自動車評論家、モータージャーナリスト。日本カー・オブ・ザ・イヤー選考委員。日本自動車ライターズ・ソサエティ所属。

## 人物・経歴

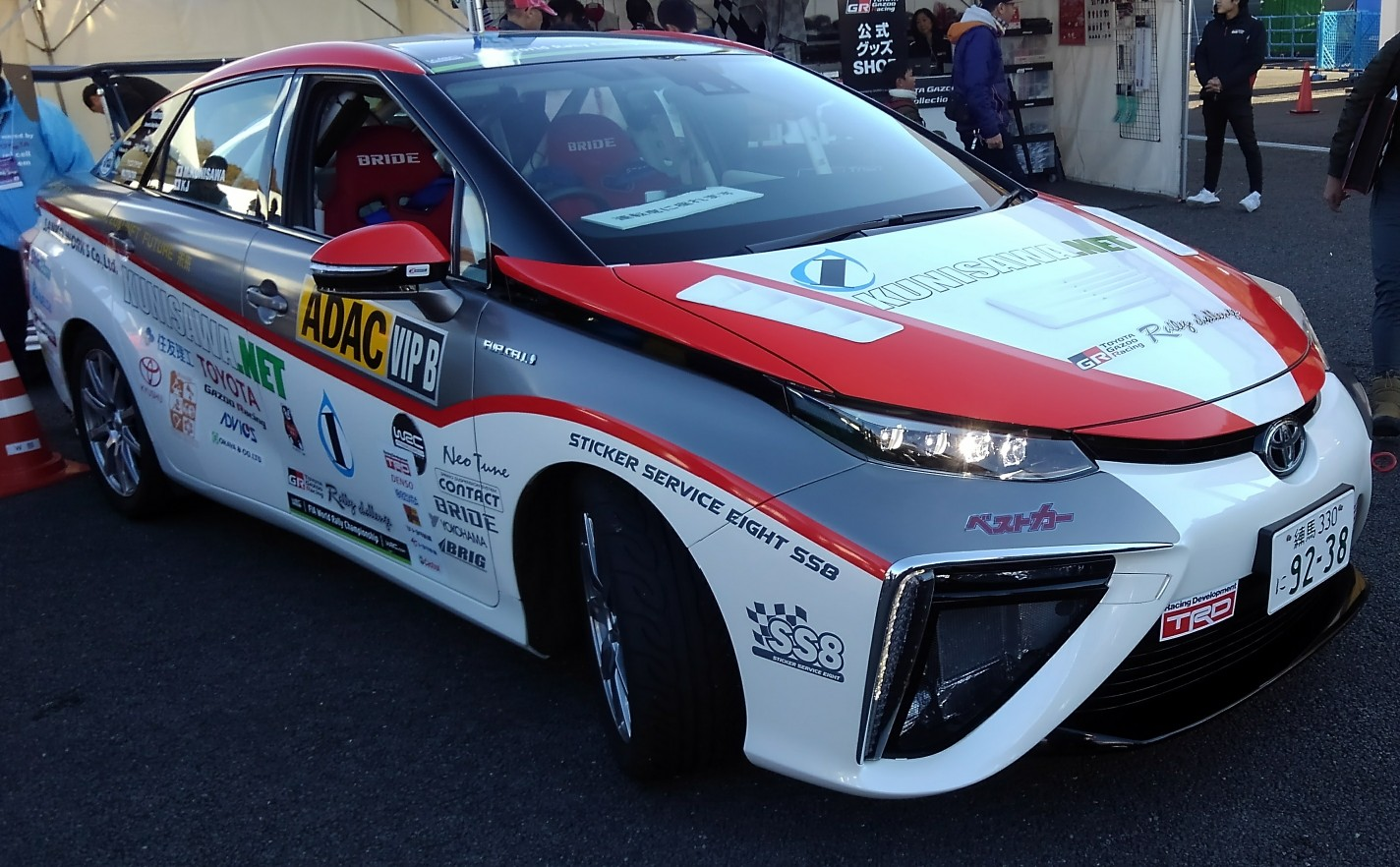
国沢がドライブしたトヨタ・MIRAIのラリーカー

東京都中野区出身。13歳から結婚直前の23歳まで叔母の鰻屋で暮らした。
東京農業大学在学中から自動車雑誌でレポーターを務める。バイク雑誌『ベストバイク』（1988年11月号に国沢光宏名義の記事あり）、自動車雑誌『ベストカーガイド（現在の『ベストカー』）』等の編集に携わったが、1984年に退社し、フリーランスのライターとして主にバイク（二輪車）関連の記事を執筆すると同時に、自らバイク店の経営も行った。その後は自動車（四輪車）関連の仕事に移行し、現在は雑誌やウェブサイトに自動車関連の記事を寄稿するなどしている。故・徳大寺有恒を師と仰いでおり、表現方法、取り扱う話題や内容といった点で強く影響を受けているという。
1999年11月、自らのウェブサイト「Kunisawa.Net（クニサワ・ネット）」を開設した。同サイトは2010年2月に「Kunisawa.Asia（クニサワ・アジア）」に改名されたが、その後Kunisawa.netに統合され現在に至る。RSSリーダーである「Feedly」では、Kunisawa.netに1000人以上のフォロワーがおり、日々の閲読者が1万人いるとされる。
モータースポーツにも積極的にスポット参戦している。1985年のビッグサマー全日本ツーリングカー選手権レースにドライバーとして参戦。2005年には改造した「スバル・インプレッサ」でラリー北海道、ラリージャパンなどに自らドライバーとして出場。2013年の全日本ラリー選手権第9戦（愛知県新城市）では改造した「日産・リーフ」を駆り、JN1クラスで電気自動車としては全日本史上初の優勝を果たしている。2015年にはWRC第8戦ラリー・ドイチェランドのオフィシャルカーとして、自腹で改造を手がけた燃料電池車（FCV）の「トヨタ・MIRAI」をドライブ。同年の新城ラリーにもJAF全日本選手権史上初めてFCVで参戦し、JN1クラス(全２台中)で2位完走を果たした
。2018年のラリー・ドイチェランドには「フォード・フィエスタ」R2でエントリーし、デイリタイアを喫しながらも最終日を走りきった。2019年も同ラリーにフィエスタR2で参戦し、RC4クラス3位に入った。2022年のWRCラリー・ジャパンには、ルノー・クリオ ラリー5を購入して参戦する。
この他タイで開催されたラリー「キングスカップ」では2度総合優勝を果たしている。
2008年から始まった小型船舶に対する授賞「日本ボート・オブ・ザ・イヤー」の選考委員も務める。

## 評価
モーターマガジン社より発売されているミスター・バイク1988年10月号の読者投稿欄に、国沢の著作物の内容に対する抗議の投書が掲載された。ミスター・バイク近藤編集長(当時)が同年12月号の投稿欄に記載したコメントに『国沢光宏・著「中古バイク購入データブック」に対しての10月号から始まった投書の嵐。私しゃ驚いてます』とある。
また、ベストカー2016年12月10日号で行われた読者アンケートの結果、「好きな自動車評論家部門」、「嫌いな自動車評論家部門」の双方で1位という結果を残している。
自身のサイトにて「ランエボ大嫌いの益子会長が退任。完全に三菱自動車から離れると思う(2020年8月7日)」の記事において元三菱自動車社長の益子氏が「三菱自動車の社内で益子さんの大きな弱点として話に出るのは、まったくクルマに興味を持っていないことだといいます。運転免許すら所有していないそうです」と報道したが益子氏は運転について語る言動もあり誤報と報じられている。

## 寄稿先

### 雑誌
- CARトップ 編集・発行：交通タイムス社
- ベストカー 編集：講談社ビーシー 発行講談社
- エンジン 編集・発行：新潮社

### ウェブサイト
（コンテンツ公開元）
- CORISM WEBサイト提供元：ガリバーインターナショナル - 掲載打ち切り
- All About WEBサイト提供元：オールアバウト - 掲載打ち切り
- KURE HOMEPAGE WEBサイト提供元：呉工業

## 出演

### ラジオ番組
- SUBARUモーターステイション（エフエム群馬 水 14:40 - 14:48） ※番組打ち切り
- ドライヴ・ア・ラ・カルト（アール・エフ・ラジオ日本 土 21:00 - 21:30） ※10月～3月のナイターオフ期間のみ

### テレビ番組
- WRCハイライト（NHK）
- 2005WRC・世界ラリー選手権（テレビ東京）
- INsideOUT「自動車産業の未来」（2009年5月22日、BS11）

## 著作

### バイク関連
- 『間違いだらけの中古バイク選び―業者もタジタジ!得バイクの購入テクニック』 レッドバッジ・シリーズ(43) 三推社 1986年
- 『中古バイク選びマル得データバンク―欲しいバイクの相場がすぐわかる』 別冊ベストバイク 27 1986年 講談社
- 『間違いだらけの中古バイク選び―マル得バイクの購入術!』 ベストカーバックス 1987年 講談社
- 『俺だけのU（中古）バイクマル秘マル得購入作戦』 講談社 1988年

### 自動車関連
- 『一年に50万円は得するクルマ学』 講談社 1985年 12月発売
- 『オキテ破りの国産中古車購入テクニック-これなら安心！車種、年式、程度…いま買いのクルマ-』 三推社/講談社 1986年
- 『クルマ選びのデータ・バンク-買う前に知らないと大損する-』 講談社 1987年
- 『クルマ選びのデータ・バンク（’88）-買う前に知らないと大損する-』 講談社 1988年
- 『いま、クルマで迷ってませんか-ズバリ即答買い方・メインテナンス・事故・違反-』 講談社 1989年
- 『外車を100万円安く買う本-消費税を逆手にとる購入テクニック-』 講談社 1989年
- 『愛車学 -知らないと損するクルマの常識・非常識-』 PHP研究所 1990年
- 『愛車学』 PHP研究所 1991年（1990年出版のものの再版）
- 『差がつくカーライフ マル得秘訣集66-ユーザー必携の実用大百科-』 三推社/講談社 1991年 03月発売
- 『ちょっとしたコツでクルマの寿命を伸ばす本-エンジン快調、ボディはピッカピカ最低10年、新車-』 講談社 1991年
- 『愛車学（2）』 PHP研究所 1992年
- 『ちょっとしたコツでクルマの寿命をのばす本-エンジン快調、ボディはピッカピカ！-』 三推社/講談社 1992年
- 『極上中古外車購入マニュアル-これなら太鼓判！-』 講談社 1993年
- 『国沢式カーライフ損得大事典』 講談社 1993年
- 『愛車の維持費が3割安くなる本-ワックスがけから車検まで、絶対得するメンテナンスの-』PHP研究所 1995年
- 『とっておきクルマ学-すぐに使える○秘運転テクニック-』 PHP研究所 1997年
- 『ハイブリッド自動車の本-知っていそうで知らない-』 講談社 1997年
- 『自動車保険がもっと安くなる本-こんなに差が出る掛け替え、見直しテクニック-』 講談社 1999年
- 『愛車学 -知らないと損するクルマの常識・非常識-』 PHP研究所 2001年(1990年出版のものの再版)
- 『愛車の達人』 幻冬舎 2006年12月 書籍情報: ISBN 4-344-01264-X
- 『高速道路の無料化は愚策か！』 講談社 2009年11月